# Bembidion lunatum
Bembidion lunatum es una especie de escarabajo del género Bembidion, familia Carabidae. Fue descrita científicamente por Duftschmid en 1812.
Habita en Albania, Austria, Bielorrusia, Bélgica, Croacia, Chequia, Dinamarca, Estonia, Francia, Alemania, Gran Bretaña, Hungría, Irlanda, Italia, Kazajistán, Kirguistán, Letonia, Lituania, Moldavia, Países Bajos, Noruega, Polonia, Rumania, Rusia, Eslovaquia, Eslovenia, Suecia, Suiza y Ucrania.